# Шерлок Холмс (филм из 2009)
Шерлок Холмс (енгл. Sherlock Holmes) је историјски акциони филм Гаја Ричија из 2009. године о истоименом лику, писца Артура Конана Дојла. Филмски продуценти су били Џоел Силвер, Лајонел Виграм, Сузан Дауни и Ден Лин, док су сценарио развили Мајкл Роберт Џонсон, Ентони Пекам и Сајмон Кинберг, према причи Виграма и Џонсона. Роберт Дауни млађи и Џуд Ло се појављују у улогама Шерлока Холмса и доктора Џона Вотсона. Рејчел Макадамс се тумачи улогу Ајрин Адлер, док Марк Стронг глуми негативца, лорда Хенрија Блеквуда. Филм је пуштен у дистрибуцију широм Северне Америке 25. децембра 2009. године, док је следећег дана реализован у Уједињеном Краљевству и Ирској.
Филм је добио углавном позитивне критике од стране критичара, који су хвалили причу, акционе сцене, дизајн костима, Цимерову музику и Даунијево тумачење главног јунака, због чега је он освојио награду Златни глобус за најбољег глумца у мјузиклу или комедији. Филм је такође номинован за два Оскара, за најбољу оригиналну музику и најбољу сценографију.
Наставак, Шерлок Холмс: Игра сенки, реализован је 16. децембра 2011, док је планирано да трећи филм буде реализован 22. децембра 2021. године, а режираће га Декстер Флечер.

## Радња
Чувеног детектива Шерлока Холмса прати глас да је способан да реши и најкомплексније мистерије. Уз помоћ свог верног саветника др Џона Вотсона, Холмсу нико није раван у његовим обрачунима са криминалцима, а он се ослања само на своје изузетне моћи опсервације, дедукције – и снагу својих песница. Али, сада се над улицама Лондона надвила претња са каквом се Холмс никада раније није сусрео... и то је управо изазов какав му је био потребан. Након низа бруталних ритуалних убистава, Холмс и Вотсон стижу у последњем тренутку да спасе најновију жртву и открију убицу: немилосрдног лорда Блеквуда. Пре него што буде обешен, Блеквуд упозорава Холмса да смрт нема моћ над њим и када после његовог наводног ускрснућа смрт поново почне да сеје панику улицама Лондона и да узбуњује Скотланд Јард, Холмс и Вотсон ће уронити у свет мрачних вештина и запањујућих нових технологија, где је логика понекад најбоље средство за борбу против злочина... али где често и добар кроше може да обави посао.

## Улоге
| Глумац             | Улога              |
| ------------------ | ------------------ |
| Роберт Дауни млађи | Шерлок Холмс       |
| Џуд Ло             | доктор Џон Вотсон  |
| Марк Стронг        | лорд Хенри Блеквуд |
| Рејчел Макадамс    | Ајрин Адлер        |
| Кели Рајли         | Мери Морстан       |
| Еди Марсан         | инспектор Лестрад  |
| Џејмс Фокс         | сер Томас Ротерам  |